# عبدالحفیظ مراکش
عبدالحفیظ مراکش (عربی: عبد الحفيظ بن الحسن العلوي؛ ۱۸۷۵ – ۴ آوریل ۱۹۳۷) سلطان علویان مراکش از سال ۱۹۰۹ تا ۱۹۱۲ بود.
وی همچنین برندهٔ جوایزی همچون لژیون دونور شده‌است.